# J Balvin/Auszeichnungen für Musikverkäufe

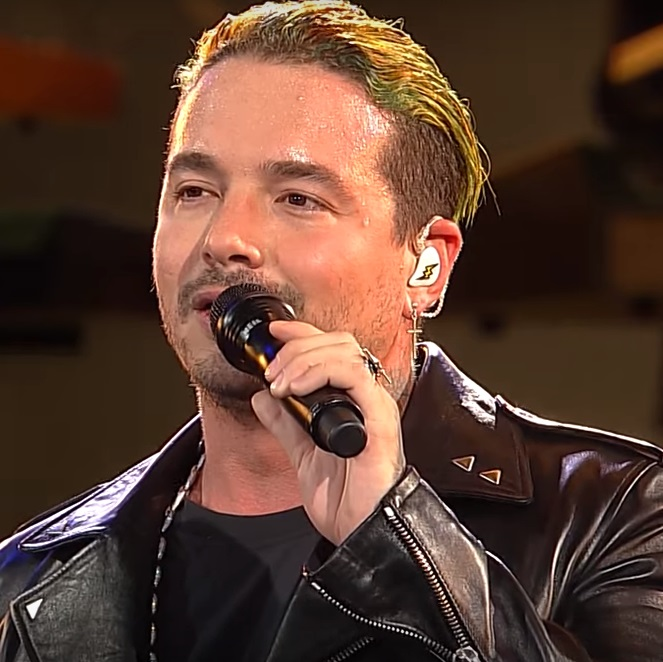
J Balvin (2017)

Dies ist eine Übersicht über die Auszeichnungen für Musikverkäufe des kolumbianischen Latin-Pop-Sängers J Balvin. Die Auszeichnungen finden sich nach ihrer Art (Gold, Platin usw.), nach Staaten getrennt in chronologischer Reihenfolge, geordnet sowie nach den Tonträgern selbst, ebenfalls in chronologischer Reihenfolge, getrennt nach Medium (Alben, Singles usw.), wieder.

## Auszeichnungen
| - Vereinigtes Königreich - 2020: für die Single Say My Name - 2022: für die Single Ritmo (Bad Boys for Life) - 2023: für die Single Loco contigo - Argentinien - 2013: für das Album La Familia - 2014: für die Single 6 AM - 2018: für die Single I Like It - 2022: für die Single Location - Australien - 2020: für die Single Ritmo (Bad Boys for Life) - 2023: für die Single Un Dia (One Day) - 2024: für die Single In da getto - Belgien - 2018: für die Single Bum Bum Tam Tam - 2018: für die Single X - 2018: für die Single I Like It - 2019: für die Single Say My Name - 2020: für die Single Ritmo (Bad Boys for Life) - Brasilien - 2018: für die Single Bum Bum Tam Tam - 2019: für die Single Ahora - 2019: für das Album Energía - 2019: für die Single 6 AM - 2024: für das Lied Mi gente (Live) - 2024: für die Single Ahora dice - 2024: für die Single Sigo extráñandote - 2024: für die Single Otra noche sin ti - 2024: für die Single Bobo - 2024: für die Single Bonita - 2024: für die Single Azul - 2024: für die Single Morado - 2024: für das Lied Peligrosa - 2024: für das Lied Brillo - Chile - 2015: für die Single Ginza - 2017: für die Single Bonita (Remix) - 2020: für die Single Un Dia (One Day) - 2020: für die Single Rojo - 2021: für die Single Una Nota - 2022: für die Single ¿Qué más pues? - 2022: für die Single Poblado (Remix) - Dänemark - 2020: für die Single Loco contigo - 2021: für die Single X - 2023: für die Single Mi gente (Remix) - 2025: für die Single Ritmo (Bad Boys for Life) - Deutschland - 2019: für die Single Say My Name - 2020: für die Single X - 2020: für die Single Bum Bum Tam Tam - 2022: für die Single Ritmo (Bad Boys for Life) - Ecuador - 2016: für die Single Bobo - Finnland - 2020: für die Single Mi gente - Frankreich - 2019: für die Single China - 2020: für die Single Con altura - 2020: für die Single I Can’t Get Enough - 2022: für die Single Amarillo - 2022: für die Single Mi gente (Remix) - 2023: für das Lied La canción - 2024: für die Single Safari - 2025: für die Single Downtown - 2025: für das Album Vibras - 2025: für die Single Azul - Italien - 2014: für die Single Ay Vamos - 2017: für die Single Ahora dice - 2017: für die Single Sigo extráñandote - 2018: für die Single Sensualidad - 2018: für die Single 6 AM - 2019: für die Single Downtown - 2019: für die Single Con altura - 2021: für die Single Agua - 2022: für das Album Jose - 2023: für die Single Sigue - 2024: für die Single Qué pretendes - 2024: für das Lied Una Locura - 2025: für das Album Energía - 2025: für das Album Oasis - Kanada - 2020: für die Single Con altura - 2023: für die Single Mi cama (Remix) - Kolumbien - 2010: für das Album Real - 2018: für die Single Bum Bum Tam Tam - 2018: für die Single Reggaeton - 2019: für die Single Qué pretendes - 2019: für die Single Que calor - 2019: für die Single Con altura - Mexiko - 2017: für das Album Energía - 2018: für die Single Familiar - 2019: für die Single Say My Name - 2019: für die Single Mi gente - 2019: für die Single 6 AM - 2020: für das Album Colores - 2022: für die Single Una Nota - 2022: für die Single Mood (Remix) - Neuseeland - 2018: für die Single Mi gente (Remix) - Norwegen - 2020: für die Single Say My Name - Österreich - 2017: für die Single Mi gente - 2019: für die Single Say My Name - 2020: für die Single Ritmo (Bad Boys for Life) - Peru - 2018: für die Single Reggaeton - 2019: für die Single Qué pretendes - Polen - 2020: für das Album Vibras - 2021: für die Single Con altura - 2021: für die Single I Can’t Get Enough - 2024: für das Album Jose - Portugal - 2019: für die Single Con altura - 2019: für die Single Machika - 2019: für die Single Mi gente (Remix) - 2021: für die Single ¿Qué más pues? - 2021: für die Single In da getto - 2022: für die Single Qué pretendes - 2022: für die Single Qué pena - 2022: für die Single Morado - 2022: für die Single Safari - 2022: für die Single Otra Vez - 2022: für die Single Bonita - 2022: für die Single Que calor - 2022: für die Single Rojo - Schweden - 2020: für die Single Ritmo (Bad Boys for Life) - Schweiz - 2019: für die Single Con altura - 2020: für die Single Que calor - 2022: für die Single Qué pena - Spanien - 2014: für das Streaming 6 AM - 2016: für die Single Pierde Los Modales - 2017: für die Single Mi gente (Remix) - 2018: für die Single Machika - 2018: für die Single Ahora - 2020: für das Album Oasis - 2022: für das Album Jose - 2024: für die Single Negro - 2024: für die Single Otro fili - 2024: für die Single Orgullo (Remix) - 2024: für die Single Rosa - 2024: für die Single Sigue - 2024: für die Single Tu veneno - 2024: für das Lied Yo Le Llego - 2024: für das Lied Buscando huellas - 2024: für das Lied Colmillo - 2024: für die Single Familiar - 2024: für die Single Doblexxó - 2024: für die Single +57 - 2025: für die Single I Can’t Get Enough - 2025: für die Single Anaranjado - Vereinigte Staaten - 2013: für die Single Sola (Latin) - 2017: für die Single Qué raro (Latin) - 2018: für die Single Dime - 2019: für die Single Hey Ma - 2019: für die Single Estan Pa Mi (Latin) - 2019: für das Lied Yo Le Llego (Latin) - 2019: für das Lied Cuidao por Ahí (Latin) - 2019: für das Lied Mojaita (Latin) - 2019: für das Lied Odio (Latin) - 2019: für das Lied Un Peso (Latin) - 2019: für die Single I Can’t Get Enough - 2019: für die Single China (Latin) - 2020: für die Single 35 pa las 12 (Latin) - 2021: für die Single Agua - 2021: für die Single Que calor - 2023: für die Single Say My Name - 2025: für das Album Rayo (Latin) - Vereinigtes Königreich - 2025: für die Single X - Zentralamerika - 2016: für die Single Bobo | - Argentinien - 2017: für die Single Safari - 2018: für die Single Downtown - 2020: für die Single Morado - 2020: für die Single Rojo - 2021: für die Single ¿Qué más pues? - 2021: für die Single Location - Belgien - 2019: für die Single Loco contigo - Brasilien - 2019: für die Single No es justo - 2019: für die Single Reggaeton - 2023: für die Single Qué pena - 2024: für die Single ¿Qué más pues? - 2024: für die Single Amarillo - 2024: für die Single Rojo - 2024: für das Lied La canción - 2024: für die Single Ay Vamos - 2024: für die Single Qué pretendes - 2024: für die Single Safari - 2024: für die Single Ambiente - 2024: für die Single In da getto - 2024: für die Single Familiar - 2024: für die Single Que calor - Chile - 2017: für die Single Mi gente - 2017: für die Single Safari - 2017: für die Single Ahora dice - 2017: für die Single Sigo extráñandote - 2018: für die Single Downtown - 2018: für die Single No es justo - 2019: für die Single No Me Conoce (Remix) - 2020: für die Single Otra Vez - Dänemark - 2018: für die Single Mi gente - 2019: für die Single I Like It - Deutschland - 2017: für die Single Mi gente - 2021: für die Single I Like It - 2021: für die Single Loco contigo - Frankreich - 2023: für die Single In da getto - Italien - 2017: für die Single Hey Ma - 2018: für die Single Otra Vez - 2018: für die Single Bonita - 2018: für die Single Bum Bum Tam Tam - 2018: für die Single Machika - 2019: für die Single Contra la pared - 2019: für die Single Say My Name - 2020: für die Single Un Dia (One Day) - 2020: für die Single Que calor - 2021: für die Single In da getto - 2022: für die Single ¿Qué más pues? - 2024: für das Lied La canción - Kanada - 2018: für die Single Familiar - 2021: für die Single Say My Name - 2021: für die Single Un Dia (One Day) - 2024: für das Album Vibras - Kolumbien - 2016: für die Single Bobo - Mexiko - 2018: für die Single Machika - 2018: für die Single Safari - 2019: für das Album Oasis - 2019: für die Single Contra la pared - 2020: für die Single Rojo - 2023: für die Single De Cora <3 - Niederlande - 2018: für die Single X - Norwegen - 2017: für die Single Mi gente - 2018: für die Single I Like It - Österreich - 2019: für die Single I Like It - 2023: für die Single Loco contigo - Peru - 2016: für die Single Bobo - 2017: für die Single Qué raro - Polen - 2019: für die Single X - 2021: für die Single Familiar - 2021: für die Single Un Dia (One Day) - 2023: für die Single I Like It - 2024: für die Single In da getto - 2024: für die Single Ritmo (Bad Boys for Life) - Portugal - 2020: für die Single China - 2021: für die Single Un Dia (One Day) - 2022: für die Single Ginza - 2022: für die Single Say My Name - 2025: für die Single Azul - Schweiz - 2017: für die Single Mi gente - 2020: für die Single Ritmo (Bad Boys for Life) - Spanien - 2014: für die Single Cola Song - 2014: für das Streaming Cola Song - 2018: für die Single Bum Bum Tam Tam - 2019: für die Single Reggaeton - 2020: für die Single La luz - 2021: für die Single De Cora <3 - 2021: für die Single Location - 2021: für das Album Colores - 2021: für die Single Poblado (Remix) - 2022: für die Single Qué pena - 2024: für die Single Ambiente - 2024: für die Single Gris - 2024: für die Single Ponle - 2024: für die Single Si tu novio te deja sola - 2024: für die Single Una Nota - 2024: für das Lied Mojaita - 2024: für das Lied Peligrosa - 2024: für das Lied Quiero Repetir - 2024: für das Lied Un Peso - 2024: für das Lied Como un bebé - 2024: für die Single Otra noche sin ti - 2024: für die Single Ayer 2 - Vereinigte Staaten - 2012: für die Single Tranquila (Latin) - 2016: für die Single Bobo (Latin) - 2018: für die Single Machika (Latin) - 2018: für die Single Karma (Latin) - 2018: für die Single Mocca Remix (Latin) - 2019: für die Single Soy Peor (Remix) (Latin) - 2019: für das Lied La canción (Latin) - 2019: für die Single Qué pretendes (Latin) - 2020: für die Single Bola Rebola (Latin) - 2020: für die Single Gris (Latin) - 2020: für die Single Negro (Latin) - 2020: für die Single Rosa (Latin) - 2020: für die Single Verde (Latin) - 2021: für das Lied You Stay - 2021: für das Lied Arcoiris (Latin) - 2021: für die Single Loco contigo - 2024: für die Single Dientes (Latin) - Vereinigtes Königreich - 2021: für die Single Familiar - Zentralamerika - 2022: für das Album Jose - 2022: für die Single Location - 2022: für die Single De Cora <3 - Mexiko - 2019: für die Single Bonita - 2022: für die Single Location - Belgien - 2018: für die Single Mi gente - Brasilien - 2024: für die Single I Can’t Get Enough - Chile - 2015: für das Album La Familia - Ecuador - 2017: für die Single Qué raro - Italien - 2016: für die Single Safari - 2019: für die Single I Like It - 2019: für die Single Loco contigo - 2020: für die Single Ritmo (Bad Boys for Life) - 2021: für die Single China - Kanada - 2022: für die Single I Can’t Get Enough - Kolumbien - 2017: für die Single Qué raro - Mexiko - 2019: für die Single Loco contigo - 2020: für die Single Blanco - 2020: für die Single Morado - 2020: für die Single Bum Bum Tam Tam - 2025: für die Single X - Polen - 2021: für die Single Loco contigo - Portugal - 2018: für die Single Mi gente - 2020: für die Single Loco contigo - 2020: für die Single I Like It - 2022: für die Single Otra noche sin ti - 2022: für die Single Ritmo (Bad Boys for Life) - 2022: für die Single Bola Rebola - Rumänien - 2013: für das Album La Familia - 2022: für das Album Colores - Schweiz - 2018: für die Single X - 2019: für die Single I Like It - Spanien - 2013: für die Single 6 AM - 2016: für die Single Bobo - 2017: für die Single Sigo extráñandote - 2019: für die Single Contra la pared - 2020: für die Single Blanco - 2020: für die Single Amarillo - 2020: für die Single Agua - 2021: für die Single In da getto - 2024: für die Single Que calor - 2024: für die Single Say My Name - 2024: für das Lied Brillo - 2024: für die Single Ay Vamos - 2025: für die Single X (Remix) - 2025: für die Single Azul - 2025: für die Single Baila Baila Baila (Remix) - 2025: für die Single Medusa - Venezuela - 2015: für das Album La Familia - 2017: für die Single Bonita - Vereinigte Staaten - 2015: für die Single Yo te lo dije (Latin) - 2020: für die Single Azul (Latin) - 2021: für die Single Ritmo (Bad Boys for Life) - 2021: für das Lied Muy personal (Latin) - 2022: für die Single Con altura - Vereinigtes Königreich - 2020: für die Single Mi gente - Zentralamerika - 2015: für das Album La Familia - 2016: für das Album Energía | - Mexiko - 2019: für die Single No Me Conoce (Remix) - 2020: für die Single China - 2022: für die Single In da getto - 2022: für das Album Jose - 2025: für die Single Con altura - Brasilien - 2024: für die Single Un Dia (One Day) - Chile - 2019: für die Single X - 2020: für das Album Colores - Ecuador - 2015: für das Album La Familia - Italien - 2018: für die Single X - 2021: für die Single Baby - Kanada - 2020: für die Single Ritmo (Bad Boys for Life) - 2021: für die Single X - 2023: für die Single Loco contigo - Kolumbien - 2016: für die Single Otra Vez - Mexiko - 2019: für die Single Ay Vamos - 2020: für die Single Qué Pena - 2025: für die Single X - Neuseeland - 2023: für die Single Mi gente - Peru - 2015: für das Album La Familia - 2016: für das Album Energía - Polen - 2021: für die Single I Like It - 2024: für die Single Say My Name - Portugal - 2022: für die Single Downtown - Schweden - 2017: für die Single Mi gente - Spanien - 2017: für die Single Hey Ma - 2017: für die Single Bonita (Remix) - 2018: für die Single Sensualidad - 2020: für die Single Morado - 2020: für die Single Rojo - 2021: für die Single Relación (Remix) - 2021: für die Single Un Dia (One Day) - 2021: für die Single AM (Remix) - 2024: für die Single I Like It - 2024: für die Single No es justo - 2024: für die Single Qué pretendes - 2024: für das Lied Una Locura - 2024: für die Single Downtown - 2025: für die Single Loco contigo - Vereinigte Staaten - 2019: für die Single Contra la pared (Latin) - 2020: für die Single Amarillo (Latin) - 2025: für die Single Doblexxó - Vereinigtes Königreich - 2025: für die Single I Like It - Zentralamerika - 2022: für die Single Ritmo (Bad Boys for Life) - Mexiko - 2019: für das Album Vibras - 2022: für die Single Poblado (Remix) - Chile - 2017: für das Album Energía - Kolumbien - 2018: für die Single Downtown - Mexiko - 2022: für die Single ¿Qué más pues? - 2022: für das Album La Familia - Neuseeland - 2022: für die Single I Like It - Polen - 2021: für die Single Mi gente - Portugal - 2025: für das Lied La canción - Rumänien - 2022: für das Album Jose - Spanien - 2015: für die Single Ginza - 2017: für die Single Safari - 2017: für die Single Mi gente - 2018: für die Single Ahora dice - 2020: für die Single Ritmo (Bad Boys for Life) - 2024: für die Single Indeciso - 2025: für die Single X - Vereinigte Staaten - 2017: für das Album Energía (Latin) - 2024: für die Single La ocasión (Remix) (Latin) - Mexiko - 2018: für die Single Bobo - 2019: für die Single Ginza - 2022: für die Single Un Dia (One Day) - 2025: für die Single Ponle - Australien - 2023: für die Single Mi gente (Remix) - Ecuador - 2017: für die Single Bonita - Italien - 2016: für die Single Ginza - 2019: für die Single Mi gente - Spanien - 2017: für die Single Otra Vez - 2020: für die Single Con altura - Venezuela - 2017: für die Single Mi gente - 2022: für das Album Jose - 2022: für das Album Colores - Vereinigte Staaten - 2020: für die Single Rojo (Latin) - 2020: für die Single Blanco (Latin) - 2020: für die Single Morado (Latin) - 2021: für das Lied Como un bebé (Latin) - Portugal - 2025: für die Single X - Spanien - 2024: für die Single ¿Qué más pues? - 2025: für das Lied La canción - Venezuela - 2016: für die Single Ginza - Vereinigte Staaten - 2018: für die Single Downtown (Latin) - 2020: für die Single Bum Bum Tam Tam (Latin) - 2021: für die Single Location (Latin) - Venezuela - 2017: für das Album Energía - Vereinigte Staaten - 2025: für das Album La Familia (Latin) - Australien - 2025: für die Single I Like It - Spanien - 2024: für die Single China - Vereinigte Staaten - 2022: für die Single I Like It - Vereinigte Staaten - 2025: für das Album Jose (Latin) - Vereinigte Staaten - 2021: für die Single Un Dia (One Day) (Latin) - Vereinigte Staaten - 2025: für das Album Vibras (Latin) - Vereinigte Staaten - 2023: für die Single Sensualidad (Latin) - Vereinigte Staaten - 2019: für die Single X (Latin) - Vereinigte Staaten - 2018: für die Single Mi gente (Remix) (Latin) - Argentinien - 2016: für die Single Ginza - 2020: für das Album Colores - Brasilien - 2019: für das Album Vibras - 2019: für die Single Machika - 2022: für die Single Con altura - 2024: für die Single Loco contigo - Ecuador - 2016: für die Single Ginza - 2017: für das Album Energía - 2022: für das Album Colores - Frankreich - 2017: für die Single Mi gente - 2018: für die Single Bum Bum Tam Tam - 2019: für die Single X - 2019: für die Single Loco contigo - 2020: für die Single Say My Name - 2020: für die Single I Like It - 2021: für die Single Ritmo (Bad Boys for Life) - 2021: für die Single Que calor - Kanada - 2021: für die Single I Like It - 2025: für die Single Mi gente - Kolumbien - 2015: für das Album La Familia - 2017: für das Album Energía - 2017: für die Single Bonita - Mexiko - 2017: für das Album Energía - 2018: für die Single Sigo extráñandote - 2018: für die Single Safari - 2020: für die Single China - 2020: für die Single Bum Bum Tam Tam - 2022: für die Single Un Dia (One Day) - 2022: für die Single ¿Qué más pues? - 2022: für das Lied Una Locura - Peru - 2017: für die Single Bonita - Vereinigte Staaten - 2013: für die Single 6 AM (Latin) - 2014: für die Single Ay Vamos (Latin) - 2015: für die Single Ginza (Latin) - 2019: für die Single Mi cama (Remix) (Latin) - 2021: für die Single Medusa (Latin) - 2025: für das Album Colores (Latin) - Zentralamerika - 2023: für das Lied Una Locura - Brasilien - 2019: für die Single Ginza - Ecuador - 2017: für die Single Mi gente - 2022: für das Album Jose - Kolumbien - 2016: für die Single Ginza - 2017: für die Single Mi gente - 2022: für das Album Jose - 2022: für das Album Colores - Mexiko - 2019: für die Single 6 AM - 2024: für die Single Ritmo (Bad Boys for Life) - 2025: für die Single X - 2025: für die Single Con altura - Peru - 2016: für die Single Ginza - 2017: für die Single Mi gente - 2022: für das Album Colores - Vereinigte Staaten - 2023: für die Single AM (Remix) (Latin) - 2025: für das Album Oasis (Latin) - Mexiko - 2019: für die Single Bonita - Peru - 2022: für das Album Jose - Brasilien - 2024: für die Single Mi gente - Mexiko - 2019: für die Single Mi gente - 2022: für die Single Porfa (Remix) - Zentralamerika - 2016: für die Single Ginza - Mexiko - 2019: für die Single Ginza - Mexiko - 2019: für die Single Ay Vamos - Vereinigte Staaten - 2024: für die Single No Me Conoce (Remix) (Latin) |

## Auszeichnungen nach Alben

### Real
| Land/Region         | Auszeichnungen für Musikverkäufe (Land/Region, Auszeichnung, Verkäufe) | Verkäufe |
| ------------------- | ---------------------------------------------------------------------- | -------- |
| Kolumbien (ASINCOL) | Gold                                                                   | 10.000   |
| Insgesamt           | 1× Gold ·                                                              | 10.000   |

### La familia
| Land/Region               | Auszeichnungen für Musikverkäufe (Land/Region, Auszeichnung, Verkäufe) | Verkäufe  |
| ------------------------- | ---------------------------------------------------------------------- | --------- |
| Argentinien (CAPIF)       | Gold                                                                   | 15.000    |
| Chile (IFPI)              | 2× Platin                                                              | 30.000    |
| Ecuador (SOPROFON)        | 3× Platin                                                              | 18.000    |
| Kolumbien (ASINCOL)       | Diamant                                                                | 200.000   |
| Mexiko (AMPROFON)         | 4× Platin                                                              | 240.000   |
| Peru (UNIMPRO)            | 3× Platin                                                              | 60.000    |
| Rumänien (UFPR)           | 2× Platin                                                              | 8.000     |
| Venezuela (APFV)          | 2× Platin                                                              | 20.000    |
| Vereinigte Staaten (RIAA) | 7× Platin                                                              | 420.000   |
| Zentralamerika (CFC)      | 2× Platin                                                              | 20.000    |
| Insgesamt                 | 1× Gold · 25× Platin · 1× Diamant ·                                    | 1.034.000 |

### Energía
| Land/Region               | Auszeichnungen für Musikverkäufe (Land/Region, Auszeichnung, Verkäufe) | Verkäufe  |
| ------------------------- | ---------------------------------------------------------------------- | --------- |
| Brasilien (PMB)           | Gold                                                                   | 20.000    |
| Chile (IFPI)              | 4× Platin                                                              | 60.000    |
| Ecuador (SOPROFON)        | Diamant                                                                | 60.000    |
| Italien (FIMI)            | Gold                                                                   | 25.000    |
| Kolumbien (ASINCOL)       | Diamant                                                                | 200.000   |
| Mexiko (AMPROFON)         | Diamant · + Gold                                                       | 330.000   |
| Peru (UNIMPRO)            | 3× Platin                                                              | 60.000    |
| Venezuela (APFV)          | 7× Platin                                                              | 70.000    |
| Vereinigte Staaten (RIAA) | 4× Platin                                                              | 240.000   |
| Zentralamerika (CFC)      | 2× Platin                                                              | 140.000   |
| Insgesamt                 | 3× Gold · 20× Platin · 3× Diamant ·                                    | 1.085.000 |

### Vibras
| Land/Region               | Auszeichnungen für Musikverkäufe (Land/Region, Auszeichnung, Verkäufe) | Verkäufe  |
| ------------------------- | ---------------------------------------------------------------------- | --------- |
| Brasilien (PMB)           | Diamant                                                                | 160.000   |
| Frankreich (SNEP)         | Gold                                                                   | 50.000    |
| Kanada (MC)               | Platin                                                                 | 80.000    |
| Mexiko (AMPROFON)         | 7× Gold                                                                | 210.000   |
| Polen (ZPAV)              | Gold                                                                   | 10.000    |
| Vereinigte Staaten (RIAA) | 17× Platin                                                             | 1.020.000 |
| Insgesamt                 | 3× Gold · 11× Platin · 2× Diamant ·                                    | 1.530.000 |

### Oasis
| Land/Region               | Auszeichnungen für Musikverkäufe (Land/Region, Auszeichnung, Verkäufe) | Verkäufe  |
| ------------------------- | ---------------------------------------------------------------------- | --------- |
| Italien (FIMI)            | Gold                                                                   | 25.000    |
| Mexiko (AMPROFON)         | Platin                                                                 | 60.000    |
| Spanien (Promusicae)      | Gold                                                                   | 20.000    |
| Vereinigte Staaten (RIAA) | 2× Diamant                                                             | 1.200.000 |
| Insgesamt                 | 2× Gold · 1× Platin · 2× Diamant ·                                     | 1.305.000 |

### Colores
| Land/Region               | Auszeichnungen für Musikverkäufe (Land/Region, Auszeichnung, Verkäufe) | Verkäufe  |
| ------------------------- | ---------------------------------------------------------------------- | --------- |
| Argentinien (CAPIF)       | Diamant                                                                | 135.000   |
| Chile (IFPI)              | 3× Platin                                                              | 45.000    |
| Ecuador (SOPROFON)        | Diamant                                                                | 60.000    |
| Kolumbien (ASINCOL)       | 2× Diamant                                                             | 400.000   |
| Mexiko (AMPROFON)         | Gold                                                                   | 30.000    |
| Peru (UNIMPRO)            | 2× Diamant                                                             | 120.000   |
| Rumänien (UFPR)           | 2× Platin                                                              | 8.000     |
| Spanien (Promusicae)      | Platin                                                                 | 40.000    |
| Venezuela (APFV)          | 5× Platin                                                              | 50.000    |
| Vereinigte Staaten (RIAA) | Diamant                                                                | 600.000   |
| Insgesamt                 | 1× Gold · 11× Platin · 7× Diamant ·                                    | 1.488.000 |

### Jose
| Land/Region               | Auszeichnungen für Musikverkäufe (Land/Region, Auszeichnung, Verkäufe) | Verkäufe  |
| ------------------------- | ---------------------------------------------------------------------- | --------- |
| Ecuador (SOPROFON)        | 2× Diamant                                                             | 120.000   |
| Italien (FIMI)            | Gold                                                                   | 25.000    |
| Kolumbien (ASINCOL)       | 2× Diamant                                                             | 400.000   |
| Mexiko (AMPROFON)         | 5× Gold                                                                | 350.000   |
| Peru (UNIMPRO)            | 3× Diamant                                                             | 180.000   |
| Polen (ZPAV)              | Gold                                                                   | 10.000    |
| Rumänien (UFPR)           | 4× Platin                                                              | 16.000    |
| Spanien (Promusicae)      | Gold                                                                   | 20.000    |
| Venezuela (APFV)          | 5× Platin                                                              | 50.000    |
| Vereinigte Staaten (RIAA) | 14× Platin                                                             | 840.000   |
| Zentralamerika (CFC)      | Platin                                                                 | 10.000    |
| Insgesamt                 | 4× Gold · 16× Platin · 8× Diamant ·                                    | 2.021.000 |

### Rayo
| Land/Region               | Auszeichnungen für Musikverkäufe (Land/Region, Auszeichnung, Verkäufe) | Verkäufe |
| ------------------------- | ---------------------------------------------------------------------- | -------- |
| Vereinigte Staaten (RIAA) | Gold                                                                   | 30.000   |
| Insgesamt                 | 1× Gold ·                                                              | 30.000   |

## Auszeichnungen nach Singles

### Yo te lo dije
| Land/Region               | Auszeichnungen für Musikverkäufe (Land/Region, Auszeichnung, Verkäufe) | Verkäufe |
| ------------------------- | ---------------------------------------------------------------------- | -------- |
| Vereinigte Staaten (RIAA) | 2× Platin                                                              | 120.000  |
| Insgesamt                 | 2× Platin ·                                                            | 120.000  |

### Sola
| Land/Region               | Auszeichnungen für Musikverkäufe (Land/Region, Auszeichnung, Verkäufe) | Verkäufe |
| ------------------------- | ---------------------------------------------------------------------- | -------- |
| Vereinigte Staaten (RIAA) | Gold                                                                   | 30.000   |
| Insgesamt                 | 1× Gold ·                                                              | 30.000   |

### Tranquila
| Land/Region               | Auszeichnungen für Musikverkäufe (Land/Region, Auszeichnung, Verkäufe) | Verkäufe |
| ------------------------- | ---------------------------------------------------------------------- | -------- |
| Vereinigte Staaten (RIAA) | Platin                                                                 | 60.000   |
| Insgesamt                 | 1× Platin ·                                                            | 60.000   |

### 6 AM
| Land/Region               | Auszeichnungen für Musikverkäufe (Land/Region, Auszeichnung, Verkäufe) | Verkäufe  |
| ------------------------- | ---------------------------------------------------------------------- | --------- |
| Argentinien (CAPIF)       | Gold                                                                   | 10.000    |
| Brasilien (PMB)           | Gold                                                                   | 20.000    |
| Italien (FIMI)            | Gold                                                                   | 25.000    |
| Mexiko (AMPROFON)         | 2× Diamant · + Gold                                                    | 630.000   |
| Spanien (Promusicae)      | 2× Platin                                                              | 80.000    |
| Vereinigte Staaten (RIAA) | Diamant                                                                | 600.000   |
| Insgesamt                 | 4× Gold · 2× Platin · 3× Diamant ·                                     | 1.365.000 |

### Cola Song
| Land/Region          | Auszeichnungen für Musikverkäufe (Land/Region, Auszeichnung, Verkäufe) | Verkäufe |
| -------------------- | ---------------------------------------------------------------------- | -------- |
| Spanien (Promusicae) | Platin                                                                 | 40.000   |
| Insgesamt            | 1× Platin ·                                                            | 40.000   |

### Ay vamos
| Land/Region               | Auszeichnungen für Musikverkäufe (Land/Region, Auszeichnung, Verkäufe) | Verkäufe  |
| ------------------------- | ---------------------------------------------------------------------- | --------- |
| Brasilien (PMB)           | 2× Platin                                                              | 120.000   |
| Italien (FIMI)            | Gold                                                                   | 15.000    |
| Mexiko (AMPROFON)         | 7× Diamant · + 3× Platin                                               | 2.280.000 |
| Spanien (Promusicae)      | 2× Platin                                                              | 120.000   |
| Vereinigte Staaten (RIAA) | Diamant                                                                | 600.000   |
| Insgesamt                 | 1× Gold · 7× Platin · 8× Diamant ·                                     | 3.140.000 |

### Orgullo (Remix)
| Land/Region          | Auszeichnungen für Musikverkäufe (Land/Region, Auszeichnung, Verkäufe) | Verkäufe |
| -------------------- | ---------------------------------------------------------------------- | -------- |
| Spanien (Promusicae) | Gold                                                                   | 30.000   |
| Insgesamt            | 1× Gold ·                                                              | 30.000   |

### Ginza
| Land/Region               | Auszeichnungen für Musikverkäufe (Land/Region, Auszeichnung, Verkäufe) | Verkäufe  |
| ------------------------- | ---------------------------------------------------------------------- | --------- |
| Argentinien (CAPIF)       | Diamant                                                                | 135.000   |
| Brasilien (PMB)           | 2× Diamant                                                             | 320.000   |
| Chile (IFPI)              | Gold                                                                   | 40.000    |
| Ecuador (SOPROFON)        | Diamant                                                                | 60.000    |
| Italien (FIMI)            | 5× Platin                                                              | 250.000   |
| Kolumbien (ASINCOL)       | 2× Diamant                                                             | 400.000   |
| Mexiko (AMPROFON)         | 6× Diamant · + 9× Gold                                                 | 2.070.000 |
| Peru (UNIMPRO)            | 2× Diamant                                                             | 120.000   |
| Portugal (AFP)            | Platin                                                                 | 10.000    |
| Spanien (Promusicae)      | 4× Platin                                                              | 160.000   |
| Venezuela (APFV)          | 6× Platin                                                              | 60.000    |
| Vereinigte Staaten (RIAA) | Diamant                                                                | 600.000   |
| Zentralamerika (CFC)      | 4× Diamant                                                             | 1.400.000 |
| Insgesamt                 | 2× Gold · 20× Platin · 19× Diamant ·                                   | 5.625.000 |

### Bobo
| Land/Region               | Auszeichnungen für Musikverkäufe (Land/Region, Auszeichnung, Verkäufe) | Verkäufe |
| ------------------------- | ---------------------------------------------------------------------- | -------- |
| Brasilien (PMB)           | Gold                                                                   | 30.000   |
| Ecuador (SOPROFON)        | Gold                                                                   | 3.000    |
| Kolumbien (ASINCOL)       | Platin                                                                 | 20.000   |
| Mexiko (AMPROFON)         | 9× Gold                                                                | 270.000  |
| Peru (UNIMPRO)            | Platin                                                                 | 6.000    |
| Spanien (Promusicae)      | 2× Platin                                                              | 80.000   |
| Vereinigte Staaten (RIAA) | Platin                                                                 | 60.000   |
| Zentralamerika (CFC)      | Gold                                                                   | 35.000   |
| Insgesamt                 | 4× Gold · 9× Platin ·                                                  | 504.000  |

### Safari
| Land/Region          | Auszeichnungen für Musikverkäufe (Land/Region, Auszeichnung, Verkäufe) | Verkäufe |
| -------------------- | ---------------------------------------------------------------------- | -------- |
| Argentinien (CAPIF)  | Platin                                                                 | 20.000   |
| Brasilien (PMB)      | Platin                                                                 | 60.000   |
| Chile (IFPI)         | Platin                                                                 | 80.000   |
| Frankreich (SNEP)    | Gold                                                                   | 100.000  |
| Italien (FIMI)       | 2× Platin                                                              | 100.000  |
| Mexiko (AMPROFON)    | Diamant · + Platin                                                     | 360.000  |
| Portugal (AFP)       | Gold                                                                   | 5.000    |
| Spanien (Promusicae) | 4× Platin                                                              | 160.000  |
| Insgesamt            | 2× Gold · 10× Platin · 1× Diamant ·                                    | 885.000  |

### Pierde los modales
| Land/Region          | Auszeichnungen für Musikverkäufe (Land/Region, Auszeichnung, Verkäufe) | Verkäufe |
| -------------------- | ---------------------------------------------------------------------- | -------- |
| Spanien (Promusicae) | Gold                                                                   | 20.000   |
| Insgesamt            | 1× Gold ·                                                              | 20.000   |

### Otra vez
| Land/Region          | Auszeichnungen für Musikverkäufe (Land/Region, Auszeichnung, Verkäufe) | Verkäufe |
| -------------------- | ---------------------------------------------------------------------- | -------- |
| Chile (IFPI)         | Platin                                                                 | 200.000  |
| Italien (FIMI)       | Platin                                                                 | 50.000   |
| Kolumbien (ASINCOL)  | 3× Platin                                                              | 60.000   |
| Portugal (AFP)       | Gold                                                                   | 5.000    |
| Spanien (Promusicae) | 5× Platin                                                              | 200.000  |
| Insgesamt            | 1× Gold · 10× Platin ·                                                 | 515.000  |

### Qué raro
| Land/Region               | Auszeichnungen für Musikverkäufe (Land/Region, Auszeichnung, Verkäufe) | Verkäufe |
| ------------------------- | ---------------------------------------------------------------------- | -------- |
| Ecuador (SOPROFON)        | 2× Platin                                                              | 12.000   |
| Kolumbien (ASINCOL)       | 2× Platin                                                              | 40.000   |
| Peru (UNIMPRO)            | Platin                                                                 | 6.000    |
| Vereinigte Staaten (RIAA) | Gold                                                                   | 30.000   |
| Insgesamt                 | 1× Gold · 5× Platin ·                                                  | 88.000   |

### 35 pa las 12
| Land/Region               | Auszeichnungen für Musikverkäufe (Land/Region, Auszeichnung, Verkäufe) | Verkäufe |
| ------------------------- | ---------------------------------------------------------------------- | -------- |
| Vereinigte Staaten (RIAA) | Gold                                                                   | 30.000   |
| Insgesamt                 | 1× Gold ·                                                              | 30.000   |

### La ocasión (Remix)
| Land/Region               | Auszeichnungen für Musikverkäufe (Land/Region, Auszeichnung, Verkäufe) | Verkäufe |
| ------------------------- | ---------------------------------------------------------------------- | -------- |
| Vereinigte Staaten (RIAA) | 4× Platin                                                              | 240.000  |
| Insgesamt                 | 4× Platin ·                                                            | 240.000  |

### Sigo extrañándote
| Land/Region          | Auszeichnungen für Musikverkäufe (Land/Region, Auszeichnung, Verkäufe) | Verkäufe |
| -------------------- | ---------------------------------------------------------------------- | -------- |
| Brasilien (PMB)      | Gold                                                                   | 30.000   |
| Chile (IFPI)         | Platin                                                                 | 80.000   |
| Italien (FIMI)       | Gold                                                                   | 25.000   |
| Mexiko (AMPROFON)    | Diamant                                                                | 300.000  |
| Spanien (Promusicae) | 2× Platin                                                              | 80.000   |
| Insgesamt            | 2× Gold · 3× Platin · 1× Diamant ·                                     | 515.000  |

### Si tu novio te deja sola
| Land/Region          | Auszeichnungen für Musikverkäufe (Land/Region, Auszeichnung, Verkäufe) | Verkäufe |
| -------------------- | ---------------------------------------------------------------------- | -------- |
| Spanien (Promusicae) | Platin                                                                 | 60.000   |
| Insgesamt            | 1× Platin ·                                                            | 60.000   |

### Hey Ma
| Land/Region               | Auszeichnungen für Musikverkäufe (Land/Region, Auszeichnung, Verkäufe) | Verkäufe |
| ------------------------- | ---------------------------------------------------------------------- | -------- |
| Italien (FIMI)            | Platin                                                                 | 50.000   |
| Spanien (Promusicae)      | 3× Platin                                                              | 120.000  |
| Vereinigte Staaten (RIAA) | Gold                                                                   | 500.000  |
| Insgesamt                 | 1× Gold · 4× Platin ·                                                  | 670.000  |

### Ahora dice
| Land/Region          | Auszeichnungen für Musikverkäufe (Land/Region, Auszeichnung, Verkäufe) | Verkäufe |
| -------------------- | ---------------------------------------------------------------------- | -------- |
| Brasilien (PMB)      | Gold                                                                   | 20.000   |
| Chile (IFPI)         | Platin                                                                 | 80.000   |
| Italien (FIMI)       | Gold                                                                   | 25.000   |
| Spanien (Promusicae) | 4× Platin                                                              | 160.000  |
| Insgesamt            | 2× Gold · 5× Platin ·                                                  | 285.000  |

### Bonita
| Land/Region         | Auszeichnungen für Musikverkäufe (Land/Region, Auszeichnung, Verkäufe) | Verkäufe  |
| ------------------- | ---------------------------------------------------------------------- | --------- |
| Brasilien (PMB)     | Gold                                                                   | 20.000    |
| Chile (IFPI)        | Gold                                                                   | 7.500     |
| Ecuador (SOPROFON)  | 5× Platin                                                              | 30.000    |
| Italien (FIMI)      | Platin                                                                 | 50.000    |
| Kolumbien (ASINCOL) | Diamant                                                                | 200.000   |
| Mexiko (AMPROFON)   | 3× Diamant · + 3× Gold                                                 | 990.000   |
| Peru (UNIMPRO)      | Diamant                                                                | 60.000    |
| Portugal (AFP)      | Gold                                                                   | 5.000     |
| Venezuela (APFV)    | 2× Platin                                                              | 20.000    |
| Insgesamt           | 4× Gold · 9× Platin · 5× Diamant ·                                     | 1.382.500 |

### Ayer 2
| Land/Region          | Auszeichnungen für Musikverkäufe (Land/Region, Auszeichnung, Verkäufe) | Verkäufe |
| -------------------- | ---------------------------------------------------------------------- | -------- |
| Spanien (Promusicae) | Platin                                                                 | 60.000   |
| Insgesamt            | 1× Platin ·                                                            | 60.000   |

### Mi gente
| Land/Region                  | Auszeichnungen für Musikverkäufe (Land/Region, Auszeichnung, Verkäufe) | Verkäufe  |
| ---------------------------- | ---------------------------------------------------------------------- | --------- |
| Belgien (BRMA)               | 2× Platin                                                              | 60.000    |
| Brasilien (PMB)              | 4× Diamant                                                             | 640.000   |
| Chile (IFPI)                 | Platin                                                                 | 80.000    |
| Dänemark (IFPI)              | Platin                                                                 | 90.000    |
| Deutschland (BVMI)           | Platin                                                                 | 400.000   |
| Ecuador (SOPROFON)           | 2× Diamant                                                             | 120.000   |
| Finnland (IFPI)              | Platin                                                                 | 40.000    |
| Frankreich (SNEP)            | Diamant                                                                | 233.333   |
| Italien (FIMI)               | 5× Platin                                                              | 250.000   |
| Kanada (MC)                  | Diamant                                                                | 800.000   |
| Kolumbien (ASINCOL)          | 2× Diamant                                                             | 400.000   |
| Mexiko (AMPROFON)            | 4× Diamant · + Gold                                                    | 1.230.000 |
| Neuseeland (RMNZ)            | 3× Platin                                                              | 90.000    |
| Norwegen (IFPI)              | Platin                                                                 | 40.000    |
| Österreich (IFPI)            | Gold                                                                   | 15.000    |
| Peru (UNIMPRO)               | 2× Diamant                                                             | 120.000   |
| Polen (ZPAV)                 | 4× Platin                                                              | 200.000   |
| Portugal (AFP)               | 2× Platin                                                              | 20.000    |
| Schweden (IFPI)              | 3× Platin                                                              | 120.000   |
| Schweiz (IFPI)               | Platin                                                                 | 20.000    |
| Spanien (Promusicae)         | 4× Platin                                                              | 160.000   |
| Venezuela (APFV)             | 5× Platin                                                              | 50.000    |
| Vereinigtes Königreich (BPI) | 2× Platin                                                              | 1.200.000 |
| Insgesamt                    | 2× Gold · 36× Platin · 16× Diamant ·                                   | 6.378.333 |

### Mi gente (Remix)
| Land/Region               | Auszeichnungen für Musikverkäufe (Land/Region, Auszeichnung, Verkäufe) | Verkäufe  |
| ------------------------- | ---------------------------------------------------------------------- | --------- |
| Australien (ARIA)         | 5× Platin                                                              | 350.000   |
| Dänemark (IFPI)           | Gold                                                                   | 45.000    |
| Frankreich (SNEP)         | Gold                                                                   | 100.000   |
| Neuseeland (RMNZ)         | Gold                                                                   | 15.000    |
| Portugal (AFP)            | Gold                                                                   | 5.000     |
| Spanien (Promusicae)      | Gold                                                                   | 20.000    |
| Vereinigte Staaten (RIAA) | 68× Platin                                                             | 4.080.000 |
| Insgesamt                 | 5× Gold · 13× Platin · 6× Diamant ·                                    | 4.615.000 |

### Downtown
| Land/Region               | Auszeichnungen für Musikverkäufe (Land/Region, Auszeichnung, Verkäufe) | Verkäufe |
| ------------------------- | ---------------------------------------------------------------------- | -------- |
| Argentinien (CAPIF)       | Platin                                                                 | 20.000   |
| Chile (IFPI)              | Platin                                                                 | 120.000  |
| Frankreich (SNEP)         | Gold                                                                   | 50.000   |
| Italien (FIMI)            | Gold                                                                   | 25.000   |
| Kolumbien (ASINCOL)       | 4× Platin                                                              | 40.000   |
| Portugal (AFP)            | 3× Platin                                                              | 30.000   |
| Spanien (Promusicae)      | 3× Platin                                                              | 180.000  |
| Vereinigte Staaten (RIAA) | 6× Platin                                                              | 360.000  |
| Insgesamt                 | 2× Gold · 18× Platin ·                                                 | 825.000  |

### Bum Bum Tam Tam
| Land/Region               | Auszeichnungen für Musikverkäufe (Land/Region, Auszeichnung, Verkäufe) | Verkäufe  |
| ------------------------- | ---------------------------------------------------------------------- | --------- |
| Belgien (BRMA)            | Gold                                                                   | 15.000    |
| Brasilien (PMB)           | Gold                                                                   | 20.000    |
| Deutschland (BVMI)        | Gold                                                                   | 200.000   |
| Frankreich (SNEP)         | Diamant                                                                | 233.333   |
| Italien (FIMI)            | Platin                                                                 | 50.000    |
| Kolumbien (ASINCOL)       | Gold                                                                   | 5.000     |
| Mexiko (AMPROFON)         | Diamant · + 2× Platin                                                  | 420.000   |
| Spanien (Promusicae)      | Platin                                                                 | 40.000    |
| Vereinigte Staaten (RIAA) | 6× Platin                                                              | 360.000   |
| Insgesamt                 | 4× Gold · 10× Platin · 2× Diamant ·                                    | 1.343.333 |

### Bonita (Remix)
| Land/Region          | Auszeichnungen für Musikverkäufe (Land/Region, Auszeichnung, Verkäufe) | Verkäufe |
| -------------------- | ---------------------------------------------------------------------- | -------- |
| Chile (IFPI)         | Gold                                                                   | 40.000   |
| Spanien (Promusicae) | 3× Platin                                                              | 120.000  |
| Insgesamt            | 1× Gold · 3× Platin ·                                                  | 160.000  |

### Sensualidad
| Land/Region               | Auszeichnungen für Musikverkäufe (Land/Region, Auszeichnung, Verkäufe) | Verkäufe  |
| ------------------------- | ---------------------------------------------------------------------- | --------- |
| Italien (FIMI)            | Gold                                                                   | 25.000    |
| Spanien (Promusicae)      | 3× Platin                                                              | 120.000   |
| Vereinigte Staaten (RIAA) | 28× Platin                                                             | 1.680.000 |
| Insgesamt                 | 1× Gold · 11× Platin · 2× Diamant ·                                    | 1.825.000 |

### Machika
| Land/Region               | Auszeichnungen für Musikverkäufe (Land/Region, Auszeichnung, Verkäufe) | Verkäufe |
| ------------------------- | ---------------------------------------------------------------------- | -------- |
| Brasilien (PMB)           | Diamant                                                                | 160.000  |
| Italien (FIMI)            | Platin                                                                 | 50.000   |
| Mexiko (AMPROFON)         | Platin                                                                 | 60.000   |
| Portugal (AFP)            | Gold                                                                   | 5.000    |
| Spanien (Promusicae)      | Gold                                                                   | 20.000   |
| Vereinigte Staaten (RIAA) | Platin                                                                 | 60.000   |
| Insgesamt                 | 2× Gold · 3× Platin · 1× Diamant ·                                     | 355.000  |

### X
| Land/Region                  | Auszeichnungen für Musikverkäufe (Land/Region, Auszeichnung, Verkäufe) | Verkäufe  |
| ---------------------------- | ---------------------------------------------------------------------- | --------- |
| Belgien (BRMA)               | Gold                                                                   | 15.000    |
| Chile (IFPI)                 | 3× Platin                                                              | 360.000   |
| Dänemark (IFPI)              | Gold                                                                   | 45.000    |
| Deutschland (BVMI)           | Gold                                                                   | 200.000   |
| Frankreich (SNEP)            | Diamant                                                                | 333.000   |
| Italien (FIMI)               | 3× Platin                                                              | 150.000   |
| Kanada (MC)                  | 3× Platin                                                              | 240.000   |
| Mexiko (AMPROFON)            | 2× Diamant · + 3× Platin                                               | 780.000   |
| Niederlande (NVPI)           | Platin                                                                 | 80.000    |
| Polen (ZPAV)                 | Platin                                                                 | 20.000    |
| Portugal (AFP)               | 6× Platin                                                              | 60.000    |
| Schweiz (IFPI)               | 2× Platin                                                              | 40.000    |
| Spanien (Promusicae)         | 4× Platin                                                              | 240.000   |
| Vereinigte Staaten (RIAA)    | 35× Platin                                                             | 2.100.000 |
| Vereinigtes Königreich (BPI) | Gold                                                                   | 400.000   |
| Insgesamt                    | 4× Gold · 31× Platin · 6× Diamant ·                                    | 5.073.000 |

### Ahora
| Land/Region          | Auszeichnungen für Musikverkäufe (Land/Region, Auszeichnung, Verkäufe) | Verkäufe |
| -------------------- | ---------------------------------------------------------------------- | -------- |
| Brasilien (PMB)      | Gold                                                                   | 20.000   |
| Spanien (Promusicae) | Gold                                                                   | 20.000   |
| Insgesamt            | 2× Gold ·                                                              | 40.000   |

### I Like It
| Land/Region                  | Auszeichnungen für Musikverkäufe (Land/Region, Auszeichnung, Verkäufe) | Verkäufe   |
| ---------------------------- | ---------------------------------------------------------------------- | ---------- |
| Argentinien (CAPIF)          | Gold                                                                   | 10.000     |
| Australien (ARIA)            | 8× Platin                                                              | 560.000    |
| Belgien (BRMA)               | Gold                                                                   | 20.000     |
| Dänemark (IFPI)              | Platin                                                                 | 90.000     |
| Deutschland (BVMI)           | Platin                                                                 | 400.000    |
| Frankreich (SNEP)            | Diamant                                                                | 333.333    |
| Italien (FIMI)               | 2× Platin                                                              | 100.000    |
| Kanada (MC)                  | Diamant                                                                | 800.000    |
| Neuseeland (RMNZ)            | 4× Platin                                                              | 120.000    |
| Norwegen (IFPI)              | Platin                                                                 | 60.000     |
| Österreich (IFPI)            | Platin                                                                 | 30.000     |
| Polen (ZPAV)                 | 3× Platin (2021) · + 2× Platin (2023)                                  | 160.000    |
| Portugal (AFP)               | 2× Platin                                                              | 20.000     |
| Schweiz (IFPI)               | 2× Platin                                                              | 40.000     |
| Spanien (Promusicae)         | 3× Platin                                                              | 180.000    |
| Vereinigte Staaten (RIAA)    | 11× Platin                                                             | 11.000.000 |
| Vereinigtes Königreich (BPI) | 3× Platin                                                              | 1.800.000  |
| Insgesamt                    | 2× Gold · 34× Platin · 3× Diamant ·                                    | 15.723.333 |

### Ambiente
| Land/Region          | Auszeichnungen für Musikverkäufe (Land/Region, Auszeichnung, Verkäufe) | Verkäufe |
| -------------------- | ---------------------------------------------------------------------- | -------- |
| Brasilien (PMB)      | Platin                                                                 | 40.000   |
| Spanien (Promusicae) | Platin                                                                 | 60.000   |
| Insgesamt            | 2× Platin ·                                                            | 100.000  |

### Familiar
| Land/Region                  | Auszeichnungen für Musikverkäufe (Land/Region, Auszeichnung, Verkäufe) | Verkäufe |
| ---------------------------- | ---------------------------------------------------------------------- | -------- |
| Brasilien (PMB)              | Platin                                                                 | 40.000   |
| Kanada (MC)                  | Platin                                                                 | 80.000   |
| Mexiko (AMPROFON)            | Gold                                                                   | 30.000   |
| Polen (ZPAV)                 | Platin                                                                 | 50.000   |
| Spanien (Promusicae)         | Gold                                                                   | 30.000   |
| Vereinigtes Königreich (BPI) | Platin                                                                 | 600.000  |
| Insgesamt                    | 2× Gold · 4× Platin ·                                                  | 830.000  |

### Mocca Remix
| Land/Region               | Auszeichnungen für Musikverkäufe (Land/Region, Auszeichnung, Verkäufe) | Verkäufe |
| ------------------------- | ---------------------------------------------------------------------- | -------- |
| Vereinigte Staaten (RIAA) | Platin                                                                 | 60.000   |
| Insgesamt                 | 1× Platin ·                                                            | 60.000   |

### Dime
| Land/Region               | Auszeichnungen für Musikverkäufe (Land/Region, Auszeichnung, Verkäufe) | Verkäufe |
| ------------------------- | ---------------------------------------------------------------------- | -------- |
| Vereinigte Staaten (RIAA) | Gold                                                                   | 30.000   |
| Insgesamt                 | 1× Gold ·                                                              | 30.000   |

### No es justo
| Land/Region          | Auszeichnungen für Musikverkäufe (Land/Region, Auszeichnung, Verkäufe) | Verkäufe |
| -------------------- | ---------------------------------------------------------------------- | -------- |
| Brasilien (PMB)      | Platin                                                                 | 40.000   |
| Chile (IFPI)         | Platin                                                                 | 120.000  |
| Spanien (Promusicae) | 3× Platin                                                              | 180.000  |
| Insgesamt            | 5× Platin ·                                                            | 340.000  |

### X (Remix)
| Land/Region          | Auszeichnungen für Musikverkäufe (Land/Region, Auszeichnung, Verkäufe) | Verkäufe |
| -------------------- | ---------------------------------------------------------------------- | -------- |
| Spanien (Promusicae) | 2× Platin                                                              | 120.000  |
| Insgesamt            | 2× Platin ·                                                            | 120.000  |

### Mi cama (Remix)
| Land/Region               | Auszeichnungen für Musikverkäufe (Land/Region, Auszeichnung, Verkäufe) | Verkäufe |
| ------------------------- | ---------------------------------------------------------------------- | -------- |
| Kanada (MC)               | Gold                                                                   | 40.000   |
| Vereinigte Staaten (RIAA) | Diamant                                                                | 600.000  |
| Insgesamt                 | 1× Gold · 1× Diamant ·                                                 | 640.000  |

### Ponle
| Land/Region          | Auszeichnungen für Musikverkäufe (Land/Region, Auszeichnung, Verkäufe) | Verkäufe |
| -------------------- | ---------------------------------------------------------------------- | -------- |
| Mexiko (AMPROFON)    | 9× Gold                                                                | 270.000  |
| Spanien (Promusicae) | Platin                                                                 | 60.000   |
| Insgesamt            | 1× Gold · 5× Platin ·                                                  | 330.000  |

### Say My Name
| Land/Region                  | Auszeichnungen für Musikverkäufe (Land/Region, Auszeichnung, Verkäufe) | Verkäufe  |
| ---------------------------- | ---------------------------------------------------------------------- | --------- |
| Belgien (BRMA)               | Gold                                                                   | 20.000    |
| Deutschland (BVMI)           | Gold                                                                   | 200.000   |
| Frankreich (SNEP)            | Diamant                                                                | 333.333   |
| Italien (FIMI)               | Platin                                                                 | 50.000    |
| Kanada (MC)                  | Platin                                                                 | 80.000    |
| Mexiko (AMPROFON)            | Gold                                                                   | 30.000    |
| Norwegen (IFPI)              | Gold                                                                   | 30.000    |
| Österreich (IFPI)            | Gold                                                                   | 15.000    |
| Polen (ZPAV)                 | 3× Platin                                                              | 150.000   |
| Portugal (AFP)               | Platin                                                                 | 10.000    |
| Spanien (Promusicae)         | 2× Platin                                                              | 120.000   |
| Vereinigte Staaten (RIAA)    | Platin                                                                 | 1.000.000 |
| Vereinigtes Königreich (BPI) | Silber                                                                 | 200.000   |
| Insgesamt                    | 1× Silber · 5× Gold · 9× Platin · 1× Diamant ·                         | 2.238.333 |

### Reggaeton
| Land/Region          | Auszeichnungen für Musikverkäufe (Land/Region, Auszeichnung, Verkäufe) | Verkäufe |
| -------------------- | ---------------------------------------------------------------------- | -------- |
| Brasilien (PMB)      | Platin                                                                 | 40.000   |
| Kolumbien (ASINCOL)  | Gold                                                                   | 10.000   |
| Peru (UNIMPRO)       | Gold                                                                   | 3.000    |
| Spanien (Promusicae) | Platin                                                                 | 40.000   |
| Insgesamt            | 2× Gold · 2× Platin ·                                                  | 93.000   |

### I Can’t Get Enough
| Land/Region               | Auszeichnungen für Musikverkäufe (Land/Region, Auszeichnung, Verkäufe) | Verkäufe |
| ------------------------- | ---------------------------------------------------------------------- | -------- |
| Brasilien (PMB)           | 2× Platin                                                              | 80.000   |
| Frankreich (SNEP)         | Gold                                                                   | 100.000  |
| Kanada (MC)               | 2× Platin                                                              | 160.000  |
| Polen (ZPAV)              | Gold                                                                   | 25.000   |
| Spanien (Promusicae)      | Gold                                                                   | 30.000   |
| Vereinigte Staaten (RIAA) | Gold                                                                   | 500.000  |
| Insgesamt                 | 4× Gold · 4× Platin ·                                                  | 895.000  |

### Estan Pa Mi
| Land/Region               | Auszeichnungen für Musikverkäufe (Land/Region, Auszeichnung, Verkäufe) | Verkäufe |
| ------------------------- | ---------------------------------------------------------------------- | -------- |
| Vereinigte Staaten (RIAA) | Gold                                                                   | 30.000   |
| Insgesamt                 | 1× Gold ·                                                              | 30.000   |

### Bola Rebola
| Land/Region               | Auszeichnungen für Musikverkäufe (Land/Region, Auszeichnung, Verkäufe) | Verkäufe |
| ------------------------- | ---------------------------------------------------------------------- | -------- |
| Portugal (AFP)            | 2× Platin                                                              | 20.000   |
| Vereinigte Staaten (RIAA) | Platin                                                                 | 60.000   |
| Insgesamt                 | 3× Platin ·                                                            | 80.000   |

### Contra la pared
| Land/Region               | Auszeichnungen für Musikverkäufe (Land/Region, Auszeichnung, Verkäufe) | Verkäufe |
| ------------------------- | ---------------------------------------------------------------------- | -------- |
| Italien (FIMI)            | Platin                                                                 | 50.000   |
| Mexiko (AMPROFON)         | Gold                                                                   | 30.000   |
| Spanien (Promusicae)      | 2× Platin                                                              | 80.000   |
| Vereinigte Staaten (RIAA) | 3× Platin                                                              | 180.000  |
| Insgesamt                 | 1× Gold · 6× Platin ·                                                  | 340.000  |

### Con altura
| Land/Region               | Auszeichnungen für Musikverkäufe (Land/Region, Auszeichnung, Verkäufe) | Verkäufe  |
| ------------------------- | ---------------------------------------------------------------------- | --------- |
| Brasilien (PMB)           | Diamant                                                                | 160.000   |
| Frankreich (SNEP)         | Gold                                                                   | 100.000   |
| Italien (FIMI)            | Gold                                                                   | 25.000    |
| Kanada (MC)               | Gold                                                                   | 40.000    |
| Kolumbien (ASINCOL)       | Gold                                                                   | 5.000     |
| Mexiko (AMPROFON)         | 2× Diamant · + 5× Gold                                                 | 750.000   |
| Polen (ZPAV)              | Gold                                                                   | 10.000    |
| Portugal (AFP)            | Gold                                                                   | 5.000     |
| Schweiz (IFPI)            | Gold                                                                   | 10.000    |
| Spanien (Promusicae)      | 5× Platin                                                              | 200.000   |
| Vereinigte Staaten (RIAA) | 2× Platin                                                              | 2.000.000 |
| Insgesamt                 | 8× Gold · 9× Platin · 3× Diamant ·                                     | 3.305.000 |

### Soy Peor (Remix)
| Land/Region               | Auszeichnungen für Musikverkäufe (Land/Region, Auszeichnung, Verkäufe) | Verkäufe |
| ------------------------- | ---------------------------------------------------------------------- | -------- |
| Vereinigte Staaten (RIAA) | Platin                                                                 | 60.000   |
| Insgesamt                 | 1× Platin ·                                                            | 60.000   |

### Baila Baila Baila (Remix)
| Land/Region          | Auszeichnungen für Musikverkäufe (Land/Region, Auszeichnung, Verkäufe) | Verkäufe |
| -------------------- | ---------------------------------------------------------------------- | -------- |
| Spanien (Promusicae) | 2× Platin                                                              | 20.000   |
| Insgesamt            | 2× Platin ·                                                            | 20.000   |

### No Me Conoce (Remix)
| Land/Region               | Auszeichnungen für Musikverkäufe (Land/Region, Auszeichnung, Verkäufe) | Verkäufe  |
| ------------------------- | ---------------------------------------------------------------------- | --------- |
| Chile (IFPI)              | Platin                                                                 | 120.000   |
| Mexiko (AMPROFON)         | 5× Gold                                                                | 150.000   |
| Vereinigte Staaten (RIAA) | 9× Diamant                                                             | 5.400.000 |
| Insgesamt                 | 1× Gold · 3× Platin · 9× Diamant ·                                     | 5.670.000 |

### Loco contigo
| Land/Region                  | Auszeichnungen für Musikverkäufe (Land/Region, Auszeichnung, Verkäufe) | Verkäufe  |
| ---------------------------- | ---------------------------------------------------------------------- | --------- |
| Belgien (BRMA)               | Platin                                                                 | 40.000    |
| Brasilien (PMB)              | Diamant                                                                | 160.000   |
| Dänemark (IFPI)              | Gold                                                                   | 45.000    |
| Deutschland (BVMI)           | Platin                                                                 | 400.000   |
| Frankreich (SNEP)            | Diamant                                                                | 333.333   |
| Italien (FIMI)               | 2× Platin                                                              | 100.000   |
| Kanada (MC)                  | 3× Platin                                                              | 240.000   |
| Mexiko (AMPROFON)            | 2× Platin                                                              | 120.000   |
| Österreich (IFPI)            | Platin                                                                 | 30.000    |
| Polen (ZPAV)                 | 2× Platin                                                              | 100.000   |
| Portugal (AFP)               | 2× Platin                                                              | 20.000    |
| Spanien (Promusicae)         | 3× Platin                                                              | 180.000   |
| Vereinigte Staaten (RIAA)    | Platin                                                                 | 1.000.000 |
| Vereinigtes Königreich (BPI) | Silber                                                                 | 200.000   |
| Insgesamt                    | 1× Silber · 1× Gold · 18× Platin · 2× Diamant ·                        | 2.968.333 |

### Qué pretendes
| Land/Region               | Auszeichnungen für Musikverkäufe (Land/Region, Auszeichnung, Verkäufe) | Verkäufe |
| ------------------------- | ---------------------------------------------------------------------- | -------- |
| Brasilien (PMB)           | Platin                                                                 | 40.000   |
| Italien (FIMI)            | Gold                                                                   | 50.000   |
| Kolumbien (ASINCOL)       | Gold                                                                   | 10.000   |
| Peru (UNIMPRO)            | Gold                                                                   | 3.000    |
| Portugal (AFP)            | Gold                                                                   | 5.000    |
| Spanien (Promusicae)      | 3× Platin                                                              | 180.000  |
| Vereinigte Staaten (RIAA) | Platin                                                                 | 60.000   |
| Insgesamt                 | 4× Gold · 5× Platin ·                                                  | 347.000  |

### China
| Land/Region               | Auszeichnungen für Musikverkäufe (Land/Region, Auszeichnung, Verkäufe) | Verkäufe  |
| ------------------------- | ---------------------------------------------------------------------- | --------- |
| Frankreich (SNEP)         | Gold                                                                   | 100.000   |
| Italien (FIMI)            | 2× Platin                                                              | 140.000   |
| Mexiko (AMPROFON)         | Diamant · + 5× Gold                                                    | 450.000   |
| Portugal (AFP)            | Platin                                                                 | 10.000    |
| Spanien (Promusicae)      | 8× Platin                                                              | 480.000   |
| Vereinigte Staaten (RIAA) | Gold                                                                   | 30.000    |
| Insgesamt                 | 3× Gold · 13× Platin · 1× Diamant ·                                    | 1.210.000 |

### Indeciso
| Land/Region          | Auszeichnungen für Musikverkäufe (Land/Region, Auszeichnung, Verkäufe) | Verkäufe |
| -------------------- | ---------------------------------------------------------------------- | -------- |
| Spanien (Promusicae) | 4× Platin                                                              | 240.000  |
| Insgesamt            | 4× Platin ·                                                            | 240.000  |

### Que calor
| Land/Region               | Auszeichnungen für Musikverkäufe (Land/Region, Auszeichnung, Verkäufe) | Verkäufe  |
| ------------------------- | ---------------------------------------------------------------------- | --------- |
| Brasilien (PMB)           | Platin                                                                 | 40.000    |
| Frankreich (SNEP)         | Diamant                                                                | 333.333   |
| Italien (FIMI)            | Platin                                                                 | 70.000    |
| Kolumbien (ASINCOL)       | Gold                                                                   | 5.000     |
| Portugal (AFP)            | Gold                                                                   | 5.000     |
| Schweiz (IFPI)            | Gold                                                                   | 10.000    |
| Spanien (Promusicae)      | 2× Platin                                                              | 120.000   |
| Vereinigte Staaten (RIAA) | Gold                                                                   | 500.000   |
| Insgesamt                 | 4× Gold · 4× Platin · 1× Diamant ·                                     | 1.083.333 |

### Qué Pena
| Land/Region          | Auszeichnungen für Musikverkäufe (Land/Region, Auszeichnung, Verkäufe) | Verkäufe |
| -------------------- | ---------------------------------------------------------------------- | -------- |
| Brasilien (PMB)      | Platin                                                                 | 40.000   |
| Mexiko (AMPROFON)    | 3× Platin                                                              | 180.000  |
| Portugal (AFP)       | Gold                                                                   | 5.000    |
| Schweiz (IFPI)       | Gold                                                                   | 10.000   |
| Spanien (Promusicae) | Platin                                                                 | 60.000   |
| Insgesamt            | 2× Gold · 5× Platin ·                                                  | 295.000  |

### Ritmo (Bad Boys for Life)
| Land/Region                  | Auszeichnungen für Musikverkäufe (Land/Region, Auszeichnung, Verkäufe) | Verkäufe  |
| ---------------------------- | ---------------------------------------------------------------------- | --------- |
| Australien (ARIA)            | Gold                                                                   | 35.000    |
| Belgien (BRMA)               | Gold                                                                   | 20.000    |
| Dänemark (IFPI)              | Gold                                                                   | 45.000    |
| Deutschland (BVMI)           | Gold                                                                   | 200.000   |
| Frankreich (SNEP)            | Diamant                                                                | 333.333   |
| Italien (FIMI)               | 2× Platin                                                              | 140.000   |
| Kanada (MC)                  | 3× Platin                                                              | 240.000   |
| Mexiko (AMPROFON)            | 2× Diamant                                                             | 600.000   |
| Österreich (IFPI)            | Gold                                                                   | 15.000    |
| Polen (ZPAV)                 | Platin                                                                 | 50.000    |
| Portugal (AFP)               | 2× Platin                                                              | 20.000    |
| Schweden (IFPI)              | Gold                                                                   | 40.000    |
| Schweiz (IFPI)               | Platin                                                                 | 20.000    |
| Spanien (Promusicae)         | 4× Platin                                                              | 160.000   |
| Vereinigte Staaten (RIAA)    | 2× Platin                                                              | 2.000.000 |
| Vereinigtes Königreich (BPI) | Silber                                                                 | 200.000   |
| Zentralamerika (CFC)         | 3× Platin                                                              | 210.000   |
| Insgesamt                    | 1× Silber · 6× Gold · 18× Platin · 3× Diamant ·                        | 4.328.333 |

### Blanco
| Land/Region               | Auszeichnungen für Musikverkäufe (Land/Region, Auszeichnung, Verkäufe) | Verkäufe |
| ------------------------- | ---------------------------------------------------------------------- | -------- |
| Mexiko (AMPROFON)         | 2× Platin                                                              | 120.000  |
| Spanien (Promusicae)      | 2× Platin                                                              | 80.000   |
| Vereinigte Staaten (RIAA) | 5× Platin                                                              | 300.000  |
| Insgesamt                 | 9× Platin ·                                                            | 500.000  |

### Porfa (Remix)
| Land/Region       | Auszeichnungen für Musikverkäufe (Land/Region, Auszeichnung, Verkäufe) | Verkäufe  |
| ----------------- | ---------------------------------------------------------------------- | --------- |
| Mexiko (AMPROFON) | 4× Diamant                                                             | 1.200.000 |
| Insgesamt         | 4× Diamant ·                                                           | 1.200.000 |

### Morado
| Land/Region               | Auszeichnungen für Musikverkäufe (Land/Region, Auszeichnung, Verkäufe) | Verkäufe |
| ------------------------- | ---------------------------------------------------------------------- | -------- |
| Argentinien (CAPIF)       | Platin                                                                 | 20.000   |
| Brasilien (PMB)           | Gold                                                                   | 20.000   |
| Mexiko (AMPROFON)         | 2× Platin                                                              | 120.000  |
| Portugal (AFP)            | Gold                                                                   | 5.000    |
| Spanien (Promusicae)      | 3× Platin                                                              | 120.000  |
| Vereinigte Staaten (RIAA) | 5× Platin                                                              | 300.000  |
| Insgesamt                 | 2× Gold · 11× Platin ·                                                 | 585.000  |

### Medusa
| Land/Region               | Auszeichnungen für Musikverkäufe (Land/Region, Auszeichnung, Verkäufe) | Verkäufe |
| ------------------------- | ---------------------------------------------------------------------- | -------- |
| Spanien (Promusicae)      | 2× Platin                                                              | 120.000  |
| Vereinigte Staaten (RIAA) | Diamant                                                                | 600.000  |
| Insgesamt                 | 2× Platin · 1× Diamant ·                                               | 720.000  |

### Rojo
| Land/Region               | Auszeichnungen für Musikverkäufe (Land/Region, Auszeichnung, Verkäufe) | Verkäufe |
| ------------------------- | ---------------------------------------------------------------------- | -------- |
| Argentinien (CAPIF)       | Platin                                                                 | 20.000   |
| Brasilien (PMB)           | Platin                                                                 | 40.000   |
| Chile (IFPI)              | Gold                                                                   | 90.000   |
| Mexiko (AMPROFON)         | Platin                                                                 | 60.000   |
| Portugal (AFP)            | Gold                                                                   | 5.000    |
| Spanien (Promusicae)      | 3× Platin                                                              | 120.000  |
| Vereinigte Staaten (RIAA) | 5× Platin                                                              | 300.000  |
| Insgesamt                 | 2× Gold · 11× Platin ·                                                 | 635.000  |

### Amarillo
| Land/Region               | Auszeichnungen für Musikverkäufe (Land/Region, Auszeichnung, Verkäufe) | Verkäufe |
| ------------------------- | ---------------------------------------------------------------------- | -------- |
| Brasilien (PMB)           | Platin                                                                 | 40.000   |
| Frankreich (SNEP)         | Gold                                                                   | 100.000  |
| Spanien (Promusicae)      | 2× Platin                                                              | 80.000   |
| Vereinigte Staaten (RIAA) | 3× Platin                                                              | 180.000  |
| Insgesamt                 | 1× Gold · 6× Platin ·                                                  | 400.000  |

### Gris
| Land/Region               | Auszeichnungen für Musikverkäufe (Land/Region, Auszeichnung, Verkäufe) | Verkäufe |
| ------------------------- | ---------------------------------------------------------------------- | -------- |
| Spanien (Promusicae)      | Platin                                                                 | 60.000   |
| Vereinigte Staaten (RIAA) | Platin                                                                 | 60.000   |
| Insgesamt                 | 2× Platin ·                                                            | 120.000  |

### Verde
| Land/Region               | Auszeichnungen für Musikverkäufe (Land/Region, Auszeichnung, Verkäufe) | Verkäufe |
| ------------------------- | ---------------------------------------------------------------------- | -------- |
| Vereinigte Staaten (RIAA) | Platin                                                                 | 60.000   |
| Insgesamt                 | 1× Platin ·                                                            | 60.000   |

### Rosa
| Land/Region               | Auszeichnungen für Musikverkäufe (Land/Region, Auszeichnung, Verkäufe) | Verkäufe |
| ------------------------- | ---------------------------------------------------------------------- | -------- |
| Spanien (Promusicae)      | Gold                                                                   | 30.000   |
| Vereinigte Staaten (RIAA) | Platin                                                                 | 60.000   |
| Insgesamt                 | 1× Gold · 1× Platin ·                                                  | 90.000   |

### Azul
| Land/Region               | Auszeichnungen für Musikverkäufe (Land/Region, Auszeichnung, Verkäufe) | Verkäufe |
| ------------------------- | ---------------------------------------------------------------------- | -------- |
| Brasilien (PMB)           | Gold                                                                   | 20.000   |
| Frankreich (SNEP)         | Gold                                                                   | 100.000  |
| Portugal (AFP)            | Platin                                                                 | 10.000   |
| Spanien (Promusicae)      | 2× Platin                                                              | 120.000  |
| Vereinigte Staaten (RIAA) | 2× Platin                                                              | 120.000  |
| Insgesamt                 | 2× Gold · 5× Platin ·                                                  | 370.000  |

### Negro
| Land/Region               | Auszeichnungen für Musikverkäufe (Land/Region, Auszeichnung, Verkäufe) | Verkäufe |
| ------------------------- | ---------------------------------------------------------------------- | -------- |
| Spanien (Promusicae)      | Gold                                                                   | 30.000   |
| Vereinigte Staaten (RIAA) | Platin                                                                 | 60.000   |
| Insgesamt                 | 1× Gold · 1× Platin ·                                                  | 90.000   |

### Agua
| Land/Region               | Auszeichnungen für Musikverkäufe (Land/Region, Auszeichnung, Verkäufe) | Verkäufe |
| ------------------------- | ---------------------------------------------------------------------- | -------- |
| Italien (FIMI)            | Gold                                                                   | 35.000   |
| Spanien (Promusicae)      | 2× Platin                                                              | 80.000   |
| Vereinigte Staaten (RIAA) | Gold                                                                   | 500.000  |
| Insgesamt                 | 2× Gold · 2× Platin ·                                                  | 615.000  |

### Anaranjado
| Land/Region          | Auszeichnungen für Musikverkäufe (Land/Region, Auszeichnung, Verkäufe) | Verkäufe |
| -------------------- | ---------------------------------------------------------------------- | -------- |
| Spanien (Promusicae) | Gold                                                                   | 30.000   |
| Insgesamt            | 1× Gold ·                                                              | 30.000   |

### Un Dia (One Day)
| Land/Region               | Auszeichnungen für Musikverkäufe (Land/Region, Auszeichnung, Verkäufe) | Verkäufe  |
| ------------------------- | ---------------------------------------------------------------------- | --------- |
| Australien (ARIA)         | Gold                                                                   | 35.000    |
| Brasilien (PMB)           | 3× Platin                                                              | 120.000   |
| Chile (IFPI)              | Gold                                                                   | 90.000    |
| Italien (FIMI)            | Platin                                                                 | 70.000    |
| Kanada (MC)               | Platin                                                                 | 80.000    |
| Mexiko (AMPROFON)         | Diamant · + 9× Gold                                                    | 570.000   |
| Polen (ZPAV)              | Platin                                                                 | 50.000    |
| Portugal (AFP)            | Platin                                                                 | 10.000    |
| Spanien (Promusicae)      | 3× Platin                                                              | 120.000   |
| Vereinigte Staaten (RIAA) | 15× Platin                                                             | 900.000   |
| Insgesamt                 | 3× Gold · 19× Platin · 2× Diamant ·                                    | 2.045.000 |

### Relación (Remix)
| Land/Region          | Auszeichnungen für Musikverkäufe (Land/Region, Auszeichnung, Verkäufe) | Verkäufe |
| -------------------- | ---------------------------------------------------------------------- | -------- |
| Spanien (Promusicae) | 3× Platin                                                              | 120.000  |
| Insgesamt            | 3× Platin ·                                                            | 120.000  |

### La luz
| Land/Region          | Auszeichnungen für Musikverkäufe (Land/Region, Auszeichnung, Verkäufe) | Verkäufe |
| -------------------- | ---------------------------------------------------------------------- | -------- |
| Spanien (Promusicae) | Platin                                                                 | 40.000   |
| Insgesamt            | 1× Platin ·                                                            | 40.000   |

### Mood (Remix)
| Land/Region       | Auszeichnungen für Musikverkäufe (Land/Region, Auszeichnung, Verkäufe) | Verkäufe |
| ----------------- | ---------------------------------------------------------------------- | -------- |
| Mexiko (AMPROFON) | Gold                                                                   | 70.000   |
| Insgesamt         | 1× Gold ·                                                              | 70.000   |

### De Cora <3
| Land/Region          | Auszeichnungen für Musikverkäufe (Land/Region, Auszeichnung, Verkäufe) | Verkäufe |
| -------------------- | ---------------------------------------------------------------------- | -------- |
| Mexiko (AMPROFON)    | Platin                                                                 | 140.000  |
| Spanien (Promusicae) | Platin                                                                 | 40.000   |
| Zentralamerika (CFC) | Platin                                                                 | 70.000   |
| Insgesamt            | 3× Platin ·                                                            | 250.000  |

### Baby
| Land/Region    | Auszeichnungen für Musikverkäufe (Land/Region, Auszeichnung, Verkäufe) | Verkäufe |
| -------------- | ---------------------------------------------------------------------- | -------- |
| Italien (FIMI) | 3× Platin                                                              | 210.000  |
| Insgesamt      | 3× Platin ·                                                            | 210.000  |

### Location
| Land/Region               | Auszeichnungen für Musikverkäufe (Land/Region, Auszeichnung, Verkäufe) | Verkäufe  |
| ------------------------- | ---------------------------------------------------------------------- | --------- |
| Argentinien (CAPIF)       | Gold                                                                   | 10.000    |
| Chile (IFPI)              | Platin                                                                 | 15.000    |
| Mexiko (AMPROFON)         | Diamant · + 3× Gold                                                    | 910.000   |
| Spanien (Promusicae)      | Platin                                                                 | 40.000    |
| Vereinigte Staaten (RIAA) | 6× Platin                                                              | 360.000   |
| Zentralamerika (CFC)      | Platin                                                                 | 70.000    |
| Insgesamt                 | 2× Gold · 10× Platin · 1× Diamant ·                                    | 1.405.000 |

### Tu veneno
| Land/Region          | Auszeichnungen für Musikverkäufe (Land/Region, Auszeichnung, Verkäufe) | Verkäufe |
| -------------------- | ---------------------------------------------------------------------- | -------- |
| Spanien (Promusicae) | Gold                                                                   | 30.000   |
| Insgesamt            | 1× Gold ·                                                              | 30.000   |

### Otra noche sin ti
| Land/Region          | Auszeichnungen für Musikverkäufe (Land/Region, Auszeichnung, Verkäufe) | Verkäufe |
| -------------------- | ---------------------------------------------------------------------- | -------- |
| Brasilien (PMB)      | Gold                                                                   | 20.000   |
| Portugal (AFP)       | 2× Platin                                                              | 20.000   |
| Spanien (Promusicae) | Platin                                                                 | 60.000   |
| Insgesamt            | 1× Gold · 3× Platin ·                                                  | 100.000  |

### ¿Qué más pues?
| Land/Region          | Auszeichnungen für Musikverkäufe (Land/Region, Auszeichnung, Verkäufe) | Verkäufe  |
| -------------------- | ---------------------------------------------------------------------- | --------- |
| Argentinien (CAPIF)  | Platin                                                                 | 20.000    |
| Brasilien (PMB)      | Platin                                                                 | 40.000    |
| Chile (IFPI)         | Gold                                                                   | 90.000    |
| Italien (FIMI)       | Platin                                                                 | 100.000   |
| Mexiko (AMPROFON)    | Diamant · + 4× Platin                                                  | 1.260.000 |
| Portugal (AFP)       | Gold                                                                   | 5.000     |
| Spanien (Promusicae) | 6× Platin                                                              | 360.000   |
| Insgesamt            | 2× Gold · 13× Platin · 1× Diamant ·                                    | 1.855.000 |

### Otro fili
| Land/Region          | Auszeichnungen für Musikverkäufe (Land/Region, Auszeichnung, Verkäufe) | Verkäufe |
| -------------------- | ---------------------------------------------------------------------- | -------- |
| Spanien (Promusicae) | Gold                                                                   | 30.000   |
| Insgesamt            | 1× Gold ·                                                              | 30.000   |

### Poblado (Remix)
| Land/Region          | Auszeichnungen für Musikverkäufe (Land/Region, Auszeichnung, Verkäufe) | Verkäufe |
| -------------------- | ---------------------------------------------------------------------- | -------- |
| Chile (IFPI)         | Gold                                                                   | 90.000   |
| Mexiko (AMPROFON)    | 7× Gold                                                                | 490.000  |
| Spanien (Promusicae) | Platin                                                                 | 40.000   |
| Insgesamt            | 2× Gold · 4× Platin ·                                                  | 620.000  |

### AM (Remix)
| Land/Region               | Auszeichnungen für Musikverkäufe (Land/Region, Auszeichnung, Verkäufe) | Verkäufe  |
| ------------------------- | ---------------------------------------------------------------------- | --------- |
| Spanien (Promusicae)      | 3× Platin                                                              | 120.000   |
| Vereinigte Staaten (RIAA) | 2× Diamant                                                             | 1.200.000 |
| Insgesamt                 | 3× Platin · 2× Diamant ·                                               | 1.320.000 |

### In da getto
| Land/Region          | Auszeichnungen für Musikverkäufe (Land/Region, Auszeichnung, Verkäufe) | Verkäufe |
| -------------------- | ---------------------------------------------------------------------- | -------- |
| Australien (ARIA)    | Gold                                                                   | 35.000   |
| Brasilien (PMB)      | Platin                                                                 | 40.000   |
| Frankreich (SNEP)    | Platin                                                                 | 200.000  |
| Italien (FIMI)       | Platin                                                                 | 70.000   |
| Mexiko (AMPROFON)    | 5× Gold                                                                | 350.000  |
| Polen (ZPAV)         | Platin                                                                 | 50.000   |
| Spanien (Promusicae) | 2× Platin                                                              | 80.000   |
| Portugal (AFP)       | Gold                                                                   | 5.000    |
| Insgesamt            | 3× Gold · 8× Platin ·                                                  | 830.000  |

### Una Nota
| Land/Region          | Auszeichnungen für Musikverkäufe (Land/Region, Auszeichnung, Verkäufe) | Verkäufe |
| -------------------- | ---------------------------------------------------------------------- | -------- |
| Mexiko (AMPROFON)    | Gold                                                                   | 70.000   |
| Chile (IFPI)         | Gold                                                                   | 90.000   |
| Spanien (Promusicae) | Platin                                                                 | 60.000   |
| Insgesamt            | 2× Gold · 1× Platin ·                                                  | 220.000  |

### Sigue
| Land/Region          | Auszeichnungen für Musikverkäufe (Land/Region, Auszeichnung, Verkäufe) | Verkäufe |
| -------------------- | ---------------------------------------------------------------------- | -------- |
| Italien (FIMI)       | Gold                                                                   | 50.000   |
| Spanien (Promusicae) | Gold                                                                   | 30.000   |
| Insgesamt            | 2× Gold ·                                                              | 80.000   |

### Dientes
| Land/Region               | Auszeichnungen für Musikverkäufe (Land/Region, Auszeichnung, Verkäufe) | Verkäufe |
| ------------------------- | ---------------------------------------------------------------------- | -------- |
| Vereinigte Staaten (RIAA) | Platin                                                                 | 60.000   |
| Insgesamt                 | 1× Platin ·                                                            | 60.000   |

### Colmillo
| Land/Region          | Auszeichnungen für Musikverkäufe (Land/Region, Auszeichnung, Verkäufe) | Verkäufe |
| -------------------- | ---------------------------------------------------------------------- | -------- |
| Spanien (Promusicae) | Gold                                                                   | 30.000   |
| Insgesamt            | 1× Gold ·                                                              | 30.000   |

### Doblexxó
| Land/Region               | Auszeichnungen für Musikverkäufe (Land/Region, Auszeichnung, Verkäufe) | Verkäufe |
| ------------------------- | ---------------------------------------------------------------------- | -------- |
| Spanien (Promusicae)      | Gold                                                                   | 30.000   |
| Vereinigte Staaten (RIAA) | 3× Platin                                                              | 180.000  |
| Insgesamt                 | 1× Gold · 3× Platin ·                                                  | 210.000  |

### +57
| Land/Region          | Auszeichnungen für Musikverkäufe (Land/Region, Auszeichnung, Verkäufe) | Verkäufe |
| -------------------- | ---------------------------------------------------------------------- | -------- |
| Spanien (Promusicae) | Gold                                                                   | 30.000   |
| Insgesamt            | 1× Gold ·                                                              | 30.000   |

## Auszeichnungen nach Liedern

### Muy personal
| Land/Region               | Auszeichnungen für Musikverkäufe (Land/Region, Auszeichnung, Verkäufe) | Verkäufe |
| ------------------------- | ---------------------------------------------------------------------- | -------- |
| Vereinigte Staaten (RIAA) | 2× Platin                                                              | 120.000  |
| Insgesamt                 | 2× Platin ·                                                            | 120.000  |

### Brillo
| Land/Region          | Auszeichnungen für Musikverkäufe (Land/Region, Auszeichnung, Verkäufe) | Verkäufe |
| -------------------- | ---------------------------------------------------------------------- | -------- |
| Brasilien (PMB)      | Gold                                                                   | 20.000   |
| Spanien (Promusicae) | 2× Platin                                                              | 120.000  |
| Insgesamt            | 1× Gold · 2× Platin ·                                                  | 140.000  |

### Peligrosa
| Land/Region          | Auszeichnungen für Musikverkäufe (Land/Region, Auszeichnung, Verkäufe) | Verkäufe |
| -------------------- | ---------------------------------------------------------------------- | -------- |
| Brasilien (PMB)      | Gold                                                                   | 20.000   |
| Spanien (Promusicae) | Platin                                                                 | 60.000   |
| Insgesamt            | 1× Gold · 1× Platin ·                                                  | 80.000   |

### Karma
| Land/Region               | Auszeichnungen für Musikverkäufe (Land/Region, Auszeichnung, Verkäufe) | Verkäufe |
| ------------------------- | ---------------------------------------------------------------------- | -------- |
| Vereinigte Staaten (RIAA) | Platin                                                                 | 60.000   |
| Insgesamt                 | 1× Platin ·                                                            | 60.000   |

### La canción
| Land/Region               | Auszeichnungen für Musikverkäufe (Land/Region, Auszeichnung, Verkäufe) | Verkäufe |
| ------------------------- | ---------------------------------------------------------------------- | -------- |
| Brasilien (PMB)           | Platin                                                                 | 40.000   |
| Frankreich (SNEP)         | Gold                                                                   | 100.000  |
| Italien (FIMI)            | Platin                                                                 | 100.000  |
| Portugal (AFP)            | 4× Platin                                                              | 40.000   |
| Spanien (Promusicae)      | 6× Platin                                                              | 360.000  |
| Vereinigte Staaten (RIAA) | Platin                                                                 | 60.000   |
| Insgesamt                 | 1× Gold · 13× Platin ·                                                 | 700.000  |

### Yo Le Llego
| Land/Region               | Auszeichnungen für Musikverkäufe (Land/Region, Auszeichnung, Verkäufe) | Verkäufe |
| ------------------------- | ---------------------------------------------------------------------- | -------- |
| Spanien (Promusicae)      | Gold                                                                   | 30.000   |
| Vereinigte Staaten (RIAA) | Gold                                                                   | 30.000   |
| Insgesamt                 | 2× Gold ·                                                              | 60.000   |

### Cuidao por Ahí
| Land/Region               | Auszeichnungen für Musikverkäufe (Land/Region, Auszeichnung, Verkäufe) | Verkäufe |
| ------------------------- | ---------------------------------------------------------------------- | -------- |
| Vereinigte Staaten (RIAA) | Gold                                                                   | 30.000   |
| Insgesamt                 | 1× Gold ·                                                              | 30.000   |

### Mojaita
| Land/Region               | Auszeichnungen für Musikverkäufe (Land/Region, Auszeichnung, Verkäufe) | Verkäufe |
| ------------------------- | ---------------------------------------------------------------------- | -------- |
| Spanien (Promusicae)      | Platin                                                                 | 60.000   |
| Vereinigte Staaten (RIAA) | Gold                                                                   | 30.000   |
| Insgesamt                 | 1× Gold · 1× Platin ·                                                  | 90.000   |

### Un Peso
| Land/Region               | Auszeichnungen für Musikverkäufe (Land/Region, Auszeichnung, Verkäufe) | Verkäufe |
| ------------------------- | ---------------------------------------------------------------------- | -------- |
| Spanien (Promusicae)      | Platin                                                                 | 60.000   |
| Vereinigte Staaten (RIAA) | Gold                                                                   | 30.000   |
| Insgesamt                 | 1× Gold · 1× Platin ·                                                  | 90.000   |

### Odio
| Land/Region               | Auszeichnungen für Musikverkäufe (Land/Region, Auszeichnung, Verkäufe) | Verkäufe |
| ------------------------- | ---------------------------------------------------------------------- | -------- |
| Vereinigte Staaten (RIAA) | Gold                                                                   | 30.000   |
| Insgesamt                 | 1× Gold ·                                                              | 30.000   |

### Como un bebé
| Land/Region               | Auszeichnungen für Musikverkäufe (Land/Region, Auszeichnung, Verkäufe) | Verkäufe |
| ------------------------- | ---------------------------------------------------------------------- | -------- |
| Spanien (Promusicae)      | Platin                                                                 | 60.000   |
| Vereinigte Staaten (RIAA) | 5× Platin                                                              | 300.000  |
| Insgesamt                 | 6× Platin ·                                                            | 360.000  |

### Quiero Repetir
| Land/Region          | Auszeichnungen für Musikverkäufe (Land/Region, Auszeichnung, Verkäufe) | Verkäufe |
| -------------------- | ---------------------------------------------------------------------- | -------- |
| Spanien (Promusicae) | Platin                                                                 | 60.000   |
| Insgesamt            | 1× Platin ·                                                            | 60.000   |

### Buscando huellas
| Land/Region          | Auszeichnungen für Musikverkäufe (Land/Region, Auszeichnung, Verkäufe) | Verkäufe |
| -------------------- | ---------------------------------------------------------------------- | -------- |
| Spanien (Promusicae) | Gold                                                                   | 30.000   |
| Insgesamt            | 1× Gold ·                                                              | 30.000   |

### You Stay
| Land/Region               | Auszeichnungen für Musikverkäufe (Land/Region, Auszeichnung, Verkäufe) | Verkäufe  |
| ------------------------- | ---------------------------------------------------------------------- | --------- |
| Vereinigte Staaten (RIAA) | Platin                                                                 | 1.000.000 |
| Insgesamt                 | 1× Platin ·                                                            | 1.000.000 |

### Mi gente (Live)
| Land/Region     | Auszeichnungen für Musikverkäufe (Land/Region, Auszeichnung, Verkäufe) | Verkäufe |
| --------------- | ---------------------------------------------------------------------- | -------- |
| Brasilien (PMB) | Gold                                                                   | 20.000   |
| Insgesamt       | 1× Gold ·                                                              | 20.000   |

### Arcoiris
| Land/Region               | Auszeichnungen für Musikverkäufe (Land/Region, Auszeichnung, Verkäufe) | Verkäufe |
| ------------------------- | ---------------------------------------------------------------------- | -------- |
| Vereinigte Staaten (RIAA) | Platin                                                                 | 60.000   |
| Insgesamt                 | 1× Platin ·                                                            | 60.000   |

### Una Locura
| Land/Region          | Auszeichnungen für Musikverkäufe (Land/Region, Auszeichnung, Verkäufe) | Verkäufe |
| -------------------- | ---------------------------------------------------------------------- | -------- |
| Italien (FIMI)       | Gold                                                                   | 50.000   |
| Mexiko (AMPROFON)    | Diamant                                                                | 300.000  |
| Spanien (Promusicae) | 3× Platin                                                              | 180.000  |
| Zentralamerika (CFC) | Diamant                                                                | 350.000  |
| Insgesamt            | 1× Gold · 3× Platin · 2× Diamant ·                                     | 880.000  |

## Auszeichnungen nach Musikstreamings

### Cola Song
| Land/Region          | Auszeichnungen für Musikverkäufe (Land/Region, Auszeichnung, Verkäufe) | Verkäufe  |
| -------------------- | ---------------------------------------------------------------------- | --------- |
| Spanien (Promusicae) | Platin                                                                 | 8.000.000 |
| Insgesamt            | 1× Platin ·                                                            | 8.000.000 |

### 6 AM
| Land/Region          | Auszeichnungen für Musikverkäufe (Land/Region, Auszeichnung, Verkäufe) | Verkäufe  |
| -------------------- | ---------------------------------------------------------------------- | --------- |
| Spanien (Promusicae) | Gold                                                                   | 4.000.000 |
| Insgesamt            | 1× Gold ·                                                              | 4.000.000 |

## Statistik und Quellen
| Land/RegionAuszeichnungen für Musikverkäufe (Land/Region, Auszeichnungen, Verkäufe, Quellen) | Silber     | Gold         | Platin         | Diamant         | Verkäufe   | Quellen              |
| -------------------------------------------------------------------------------------------- | ---------- | ------------ | -------------- | --------------- | ---------- | -------------------- |
| Argentinien (CAPIF)                                                                          | —          | 4× Gold4     | 5× Platin5     | 2× Diamant2     | 405.000    | Einzelnachweise      |
| Australien (ARIA)                                                                            | —          | 3× Gold3     | 13× Platin13   | —               | 1.015.000  | aria.com.au          |
| Belgien (BRMA)                                                                               | —          | 5× Gold5     | 3× Platin3     | —               | 190.000    | ultratop.be          |
| Brasilien (PMB)                                                                              | —          | 14× Gold14   | 20× Platin20   | 10× Diamant10   | 2.780.000  | pro-musicabr.org.br  |
| Chile (IFPI)                                                                                 | —          | 7× Gold7     | 20× Platin20   | —               | 1.915.000  | profovi.cl CL2 CL3   |
| Dänemark (IFPI)                                                                              | —          | 4× Gold4     | 2× Platin2     | —               | 360.000    | ifpi.dk              |
| Deutschland (BVMI)                                                                           | —          | 4× Gold4     | 3× Platin3     | —               | 2.000.000  | musikindustrie.de    |
| Ecuador (SOPROFON)                                                                           | —          | Gold1        | 10× Platin10   | 7× Diamant7     | 486.000    | Einzelnachweise      |
| Finnland (IFPI)                                                                              | —          | —            | Platin1        | —               | 40.000     | Einzelnachweise      |
| Frankreich (SNEP)                                                                            | —          | 10× Gold10   | Platin1        | 8× Diamant8     | 3.566.331  | snepmusique.com      |
| Italien (FIMI)                                                                               | —          | 13× Gold13   | 38× Platin38   | —               | 2.570.000  | fimi.it              |
| Kanada (MC)                                                                                  | —          | 2× Gold2     | 15× Platin15   | 2× Diamant2     | 2.880.000  | musiccanada.com      |
| Kolumbien (ASINCOL)                                                                          | —          | 6× Gold6     | 10× Platin10   | 11× Diamant11   | 2.405.000  | Einzelnachweise      |
| Mexiko (AMPROFON)                                                                            | —          | 23× Gold23   | 64× Platin64   | 41× Diamant41   | 18.915.000 | amprofon.com.mx      |
| Neuseeland (RMNZ)                                                                            | —          | Gold1        | 7× Platin7     | —               | 225.000    | radioscope.co.nz     |
| Niederlande (NVPI)                                                                           | —          | —            | Platin1        | —               | 80.000     | nvpi.nl              |
| Norwegen (IFPI)                                                                              | —          | Gold1        | 2× Platin2     | —               | 130.000    | ifpi.no              |
| Österreich (IFPI)                                                                            | —          | 3× Gold3     | 2× Platin2     | —               | 105.000    | ifpi.at              |
| Peru (UNIMPRO)                                                                               | —          | 2× Gold2     | 8× Platin8     | 10× Diamant10   | 738.000    | Einzelnachweise      |
| Polen (ZPAV)                                                                                 | —          | 4× Gold4     | 19× Platin19   | —               | 885.000    | olis.pl              |
| Portugal (AFP)                                                                               | —          | 13× Gold13   | 30× Platin30   | —               | 365.000    | Einzelnachweise      |
| Rumänien (UFPR)                                                                              | —          | —            | 8× Platin8     | —               | 32.000     | Einzelnachweise      |
| Schweden (IFPI)                                                                              | —          | Gold1        | 3× Platin3     | —               | 160.000    | sverigetopplistan.se |
| Schweiz (IFPI)                                                                               | —          | 3× Gold3     | 6× Platin6     | —               | 150.000    | hitparade.ch         |
| Spanien (Promusicae)                                                                         | —          | 21× Gold21   | 154× Platin154 | —               | 8.160.000  | elportaldemusica.es  |
| Venezuela (APFV)                                                                             | —          | —            | 32× Platin32   | —               | 320.000    | Einzelnachweise      |
| Vereinigte Staaten (RIAA)                                                                    | —          | 16× Gold16   | 128× Platin128 | 34× Diamant34   | 46.860.000 | riaa.com             |
| Vereinigtes Königreich (BPI)                                                                 | 3× Silber3 | Gold1        | 6× Platin6     | —               | 4.600.000  | bpi.co.uk            |
| Zentralamerika (CFC)                                                                         | —          | Gold1        | 10× Platin10   | 5× Diamant5     | 2.185.000  | cfc-musica.com       |
| Insgesamt                                                                                    | 3× Silber3 | 163× Gold163 | 621× Platin621 | 130× Diamant130 |            |                      |